# Mercedes-Benz EQC

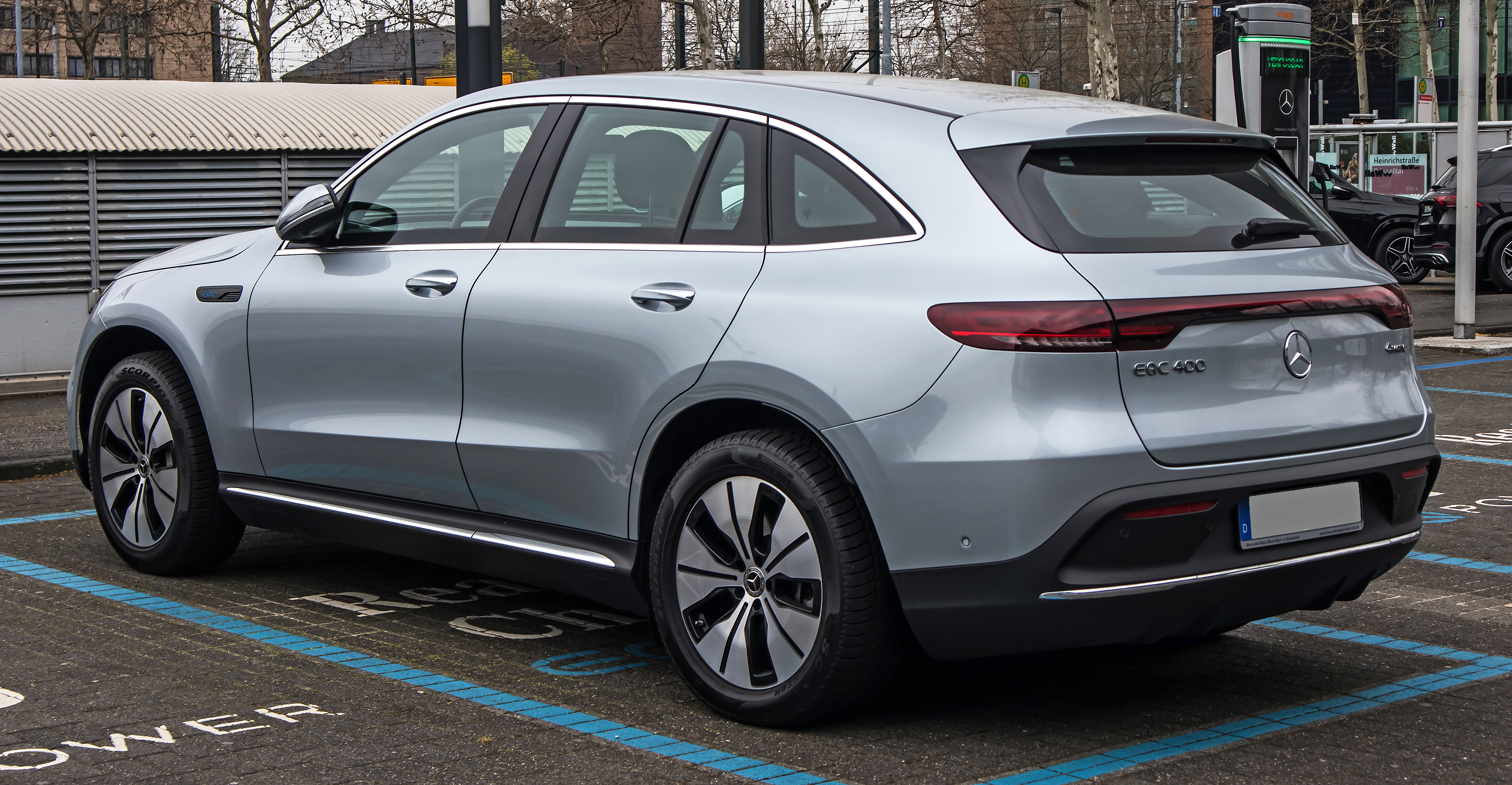
EQC, hátulnézet

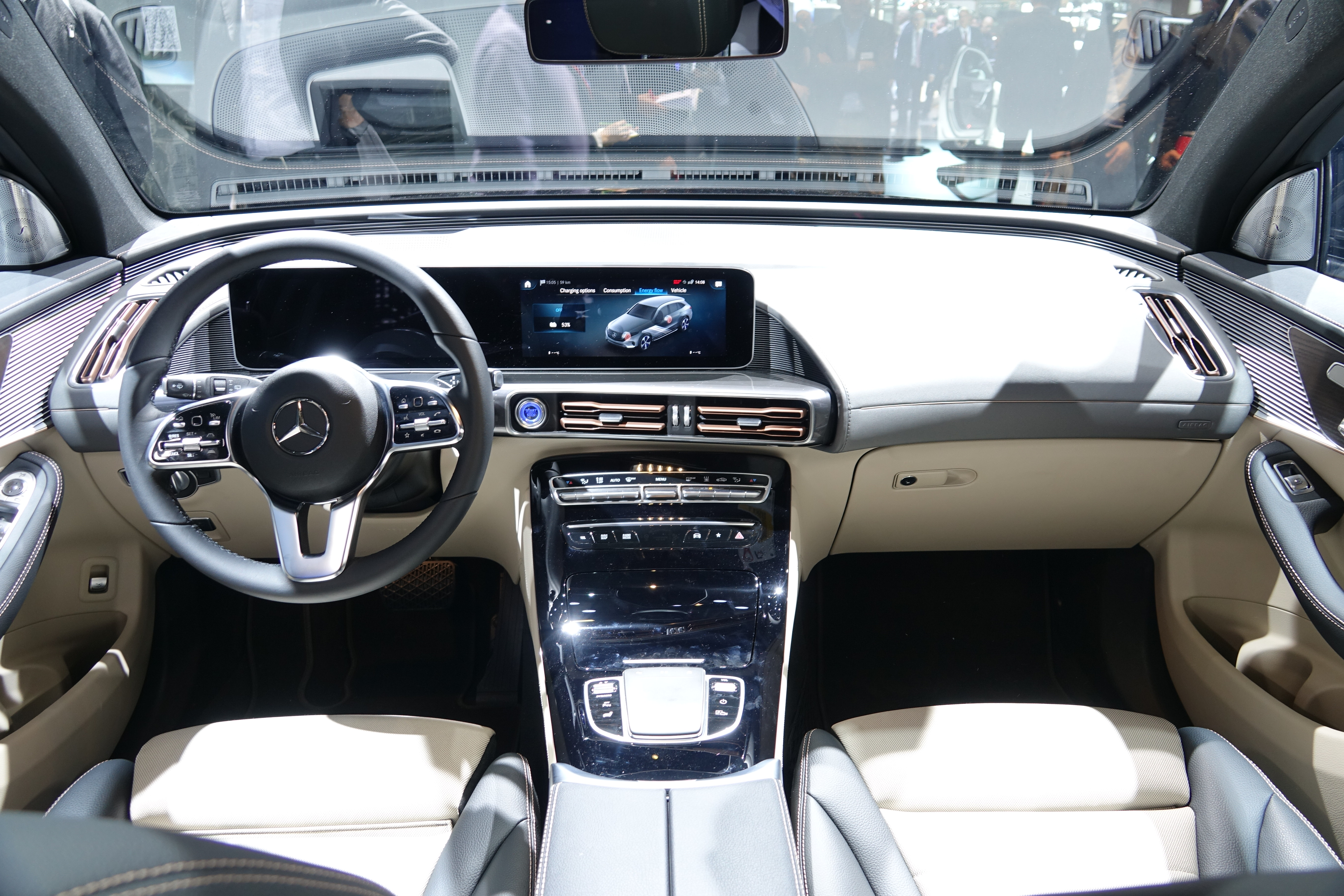
EQC, belső

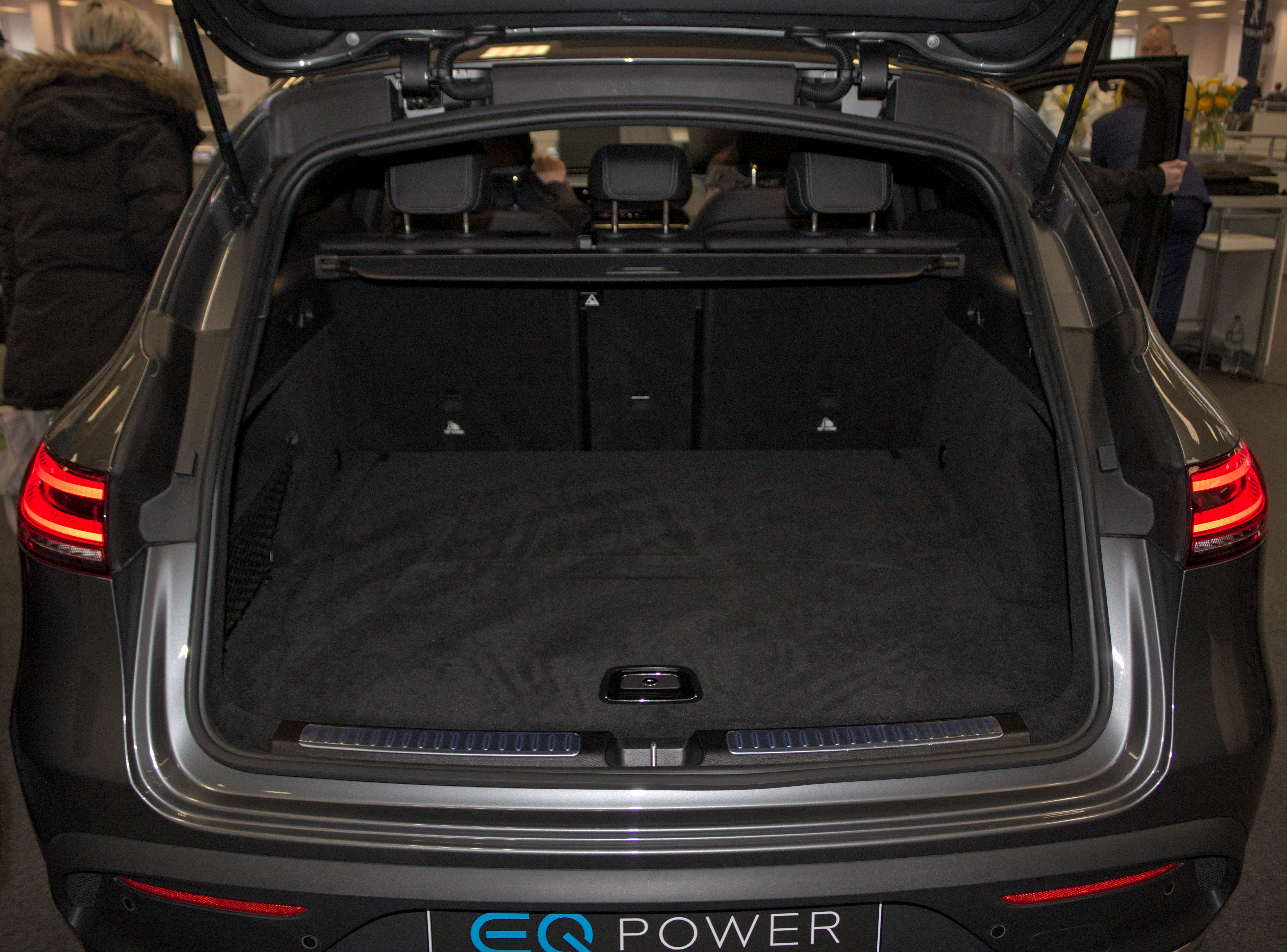
EQC, törzs

A Mercedes-Benz EQC (belső jelölése: N 293) a Mercedes-Benz akkumulátoros elektromos SUV autótípusa-ja. A modellt 2018. szeptember 4-én mutatták be Stockholmban, és 2019 közepén került a piacra az újonnan létrehozott Mercedes-Benz EQ márkanév alatt.  A gyártás 2023 tavaszán fejeződött be. Néhány hónappal korábban megjelent a piacon az EQE SUV, a gyártó mintegy tíz centiméterrel hosszabb elektromos járműve.

## Története
Az első koncepcióautót, a Concept EQ-t a Párizsi Autószalonon mutatták be 2016 őszén.

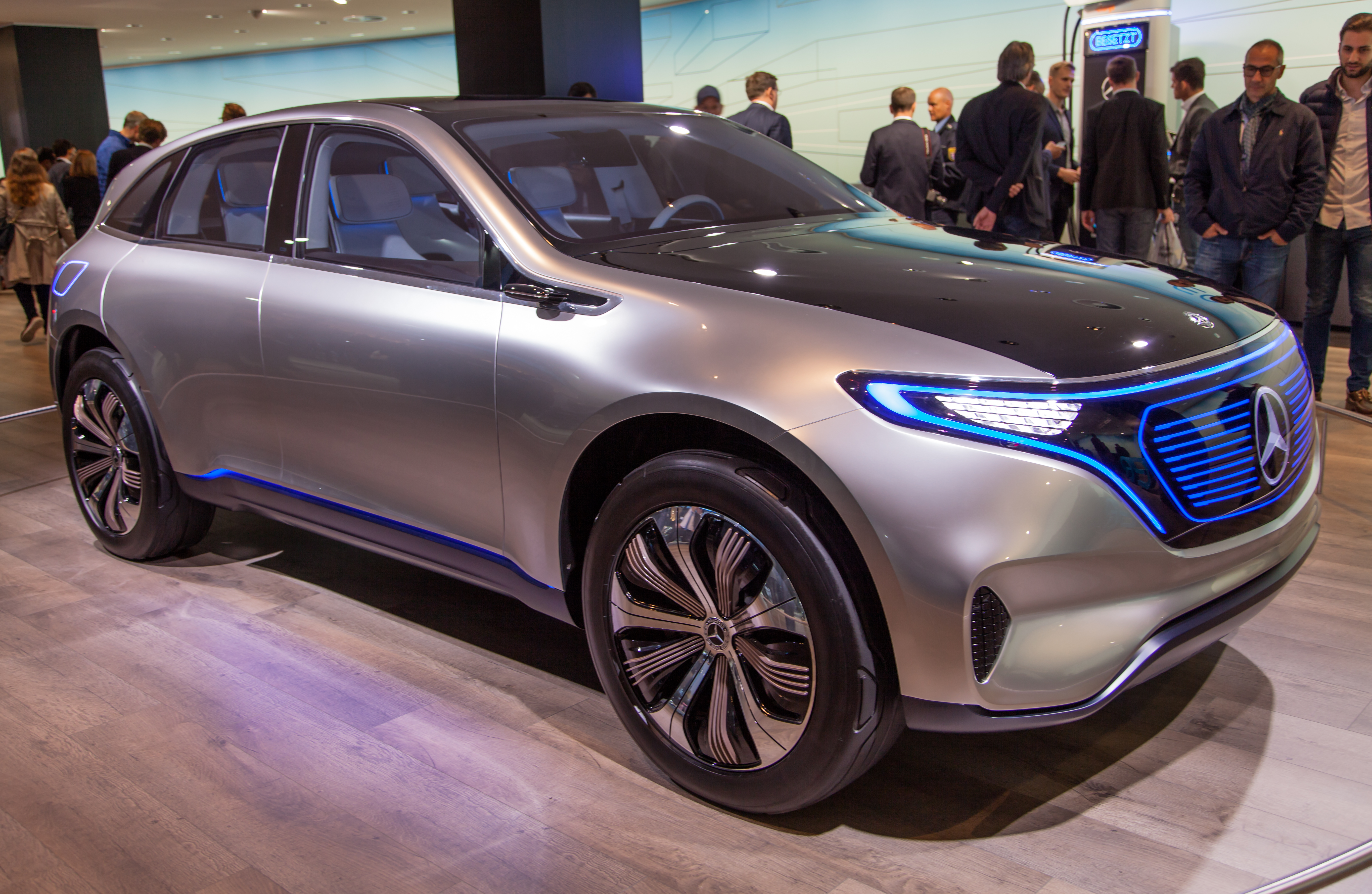
Mercedes-Benz Concept EQ a 2017-esIAA-n
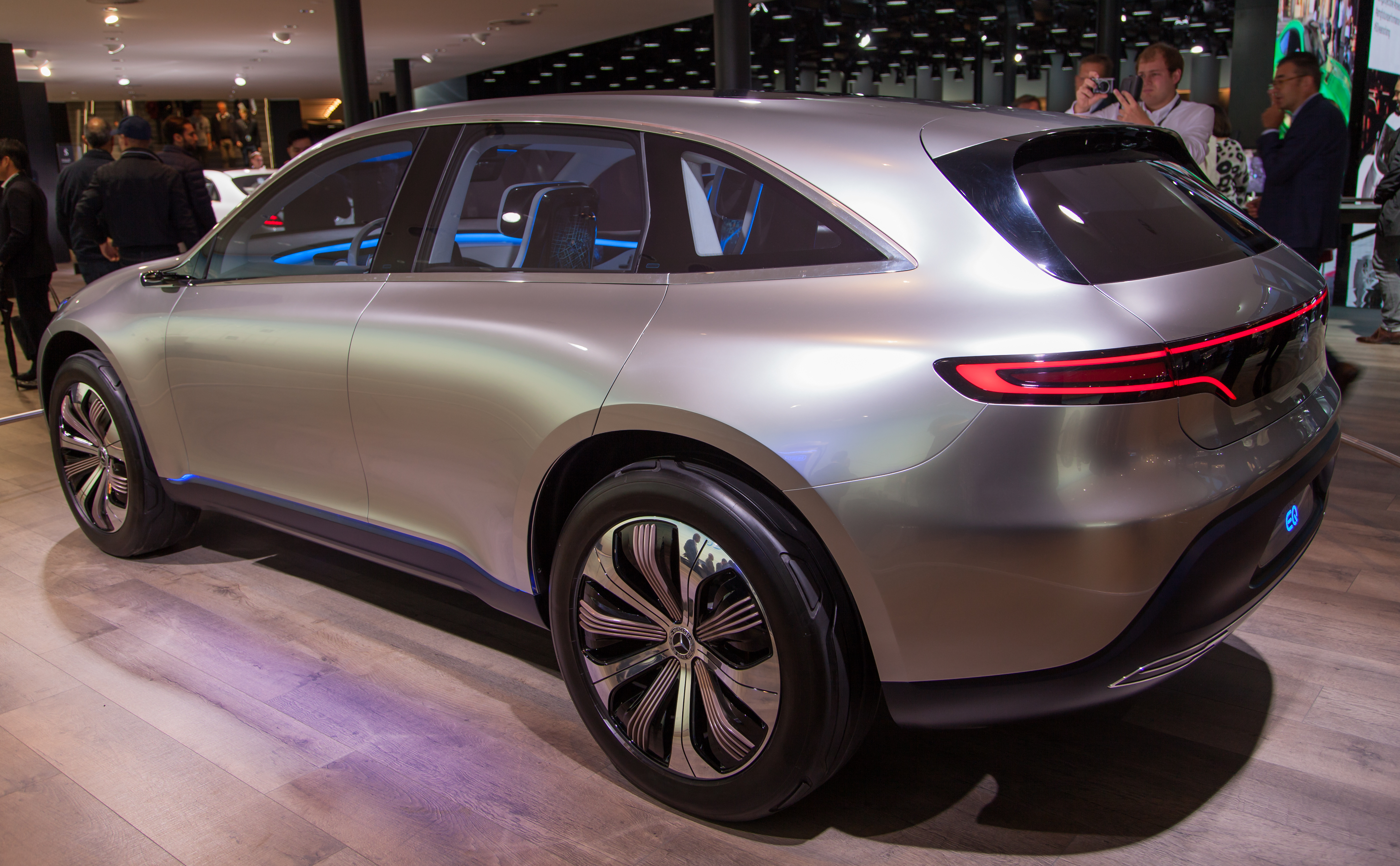
A Mercedes-Benz Concept EQ hatulnézete

Az EQC premierje 2018. szeptember 4-én volt Stockholmban. A sorozatgyártás 2019. május 6-án kezdődött a brémai gyárban és a pekingi Beijing Benz Automotive-ban (BBAC) a Mercedes GLC alapján. Ettől az időponttól kezdve az EQC-t már meg is lehetett rendelni. Az első szállításokra 2019 közepén került sor.

## Technológia
Az ötüléses sport-haszonjármű 4,76 méter hosszú és 1,88 méter magas Méter széles (tükör nélkül). 
A hatótávolsága 80-al A nagy lítium-ion akkumulátorral felszerelt modell kWh-ja meghaladja a 450 km-taz NEDC ciklus szerint. 

### Meghajtás
A hajtás egy aszinkron gépen keresztül történik az első és a hátsó tengelyen (összkerékhajtás), 300 kW (408 LE) rendszerteljesítménnyel és 760 Nm maximális nyomatékkal. Az elektromos gépből, teljesítményelektronikából és differenciálművel ellátott bemeneti sebességváltóból álló meghajtóegységeket a ZF Friedrichshafen autóipari beszállító szállítja.  A jármű végsebességét elektronikusan 180 km/h-ban korlátozzák, az autó 5,1 másodperc alatt gyorsul 0-ról 100 km/órára. Az NEDC átlagos energiafogyasztása 22,2 kWh/100 km. 

### Akkumulátor és töltés technológia

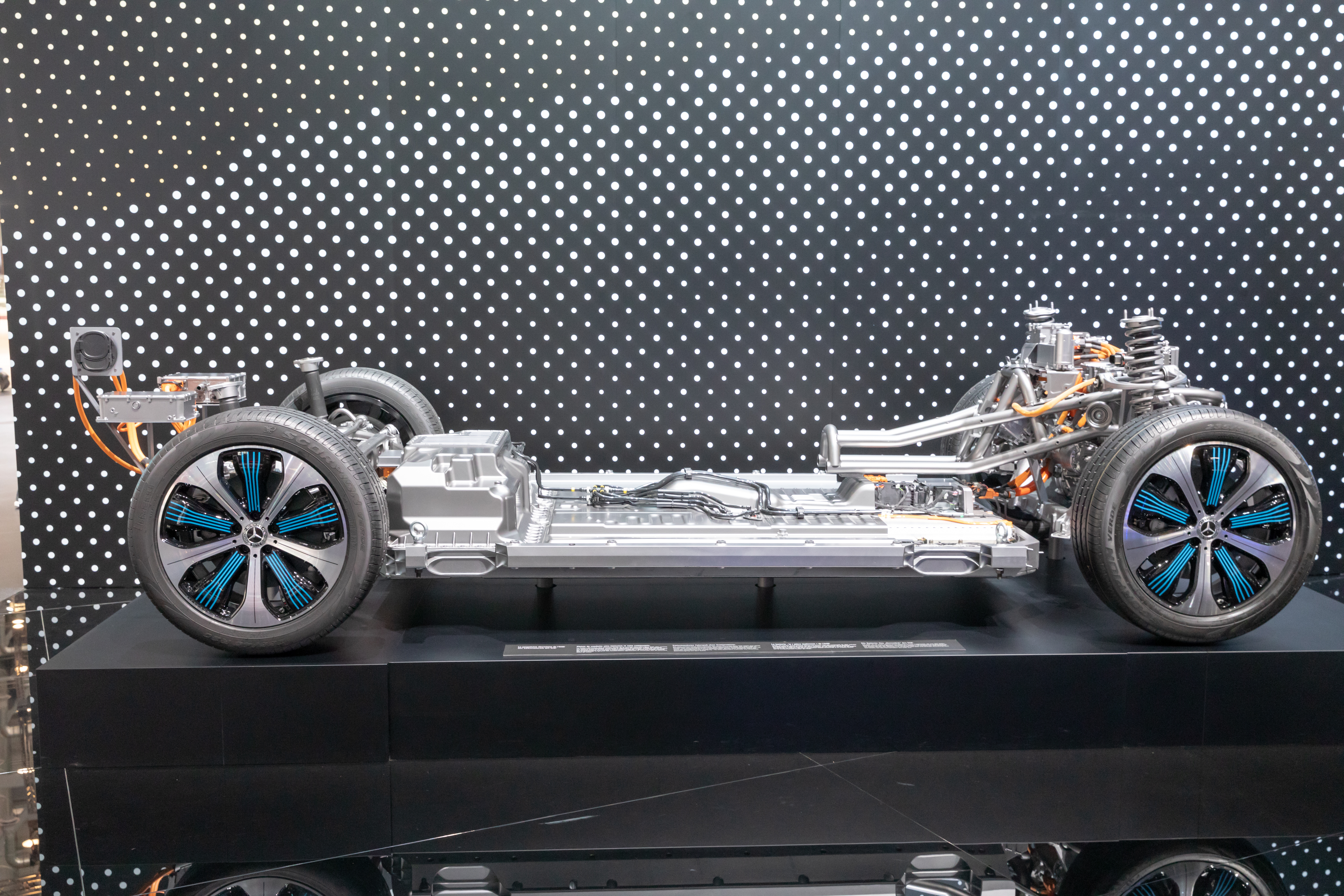
Meghajtós modell akkumulátorral

A 80 kWh névleges energiatartalmú lítium-ion akkumulátor (408 V, 210 Ah) 384 tasakcellából áll, súlya összesen körülbelül 650 kilogramm. Az akkumulátor két, egyenként 48 cellás modult és négy 72 cellás modult tartalmaz. A névleges kapacitás összesen 210 Ah. Az akkumulátor aktívan hűthető és fűthető víz-glikol kör segítségével. A Daimler leányvállalata, a Deutsche Accumotive gyártja a szászországi Kamenzben.
A piacra dobáskor az EQC váltóáramú (AC) csatlakozáson akár 7,2 kW-os (230 V, 16 A, kétfázisú) váltakozó áramú beépített töltővel is tölthető volt. A 2020 novemberétől rendelt modellek azonban támogatják a háromfázisú váltakozó áramú töltést akár 11 kW-ig.  A CCS gyorstöltő állomásokon a maximális töltési teljesítmény 110 kW (DC). 
|                                                                          | EQC 350 4MATIC                                                        | EQC 400 4MATIC                                                        |
| ------------------------------------------------------------------------ | --------------------------------------------------------------------- | --------------------------------------------------------------------- |
| Építési időszak                                                          | 2020.06.-2023.05                                                      | 2019.05.-2023.05                                                      |
| Motor típus                                                              | 2× aszinkron gép                                                      | 2× aszinkron gép                                                      |
| Max. Teljesítmény (rendszer)                                             | 210 kW (286 PS)                                                       | 300 kW (408 PS)                                                       |
| Max. Nyomaték (rendszer)                                                 | 415 Nm                                                                | 760 Nm                                                                |
| Meghajtó típusa                                                          | Összkerékhajtás                                                       | Összkerékhajtás                                                       |
| terjedés                                                                 | kétfokozatú bemeneti reduktor                                         | kétfokozatú bemeneti reduktor                                         |
| Gyorsulás, 0-100 km/h                                                    | 6,9 mp                                                                | 5,1 mp                                                                |
| Csúcssebesség                                                            | 180 km/h                                                              | 180 km/h                                                              |
| Saját tömeg                                                              | 2495 kg                                                               | 2495 kg                                                               |
| vonóhorog                                                                | fékezett: 1800 kg féktelen: 750 kg maximális támasztó terhelés: 72 kg | fékezett: 1800 kg féktelen: 750 kg maximális támasztó terhelés: 72 kg |
| 100 km-re eső fogyasztás </br> ( WLTP szerint kombinálva / NEDC szerint) | 22,2 kWh / 20,2-21,3 kWh                                              | 22,2 kWh / 20,2-21,3 kWh                                              |
| Tartomány (WLTP szerint / NEDC szerint)                                  | 360km / 429-454km                                                     | 360km / 429-454km                                                     |
| Használható akkumulátor kapacitás                                        | 80 kWh                                                                | 80 kWh                                                                |
| öltési idő DC (10 %-ról 80-ra % ( CCS )                                  | 40 perc                                                               | 40 perc                                                               |

## internetes linkek
- Mercedes-Benz EQC weboldal

## Fordítás
Ez a szócikk részben vagy egészben  a   Mercedes-Benz N 293 című német Wikipédia-szócikk ezen változatának fordításán alapul.  Az eredeti cikk szerkesztőit annak laptörténete sorolja fel. Ez a jelzés csupán a megfogalmazás eredetét és a szerzői jogokat jelzi, nem szolgál a cikkben szereplő információk forrásmegjelöléseként.